# Peter Delorge
Peter Delorge, né le 19 avril 1980 à Saint-Trond, est un footballeur belge.
Il évolue comme milieu de terrain au K Saint-Trond VV durant toute sa carrière professionnelle, de 1998 à 2013. Il détient le record du nombre de rencontres disputées en première division belge avec le club. Depuis 2013, il est intégré au staff technique trudonnaire.

## Palmarès
- Champion de Belgique D2 en 2009 avec Saint-Trond VV